# Carsington
Carsington é uma aldeia localizado no meio do vale de Derbyshire, próximo ao pequeno vilarejo de Hopton, perto da histórica cidade de Wirksworth e da aldeia de Brassington.

## História
Carrington tem uma longa história, incluindo a ocupação a Roma (um velho povoado romanao agora jaz abaixo do reservatório). Nos tempos pré-históricos, o Rinoceronte-lanudo viveu na área; os restos do animal foram descobertos próximo à "Dram Cave" adjacente à implume e ao verão de Hopton no fim do século XX.